# بستیاریوس
بستیاریوس (انگلیسی: Bestiarius) در میان رومیان باستان، بستیاری (مفرد بستیاریوس) کسانی بودند که به جنگ با جانوران می‌رفتند یا در معرض آنها قرار می‌گرفتند.